# Hà Kế Tấn
Hà Kế Tấn (1912 – 1997) là đảng viên Đảng Cộng sản Việt Nam, Ủy viên Trung ương Đảng khóa IV, Tư lệnh Liên khu III, Bộ trưởng Bộ Thủy lợi, Chủ nhiệm Ủy ban Trị thủy và Khai thác sông Hồng, Bộ trưởng Đặc trách việc khởi công công trình thủy điện sông Đà.
Ông sinh năm 1912 tại làng Mông Phụ, huyện Phúc Thọ, tỉnh Sơn Tây (nay thuộc phường Sơn Tây, thành phố Hà Nội). Cha ông làm nghề thợ mộc, là một tay thợ có tài nổi tiếng trong vùng xứ Đoài.

## Quá trình hoạt động cách mạng
Năm 1936, ông về Hà Nội tìm việc làm và gia nhập Nghiệp đoàn để đi vận động công nhân trong các công xưởng, nhà máy; mua đọc báo Tin tức, Bạn dân, Ngày nay, và vận động các tầng lớp cá nhân quyên tiền bạc ủng hộ báo Đảng cùng đồng chí Phan Bôi (tức Hoàng Hữu Nam); tổ chức huấn luyện cho các nhóm công nhân có tình cảm về giai cấp vô sản, sơ giải các phương pháp tổ chức đấu tranh và vận động nhân dân bầu đồng chí Khuất Duy Tiến vào Nghị viện thành phố Hà Nội và đồng chí Phan Thanh (quê ở Quảng Nam) vào Nghị viện Dân biểu Bắc Kỳ.
Tháng 6/1937, ông được kết nạp vào Đảng, sau đó được tổ chức bầu cử vào ban lãnh đạo Nghiệp đoàn của các giới lao động ở Hà Nội và trực tiếp vận động phong trào gồm giới thợ xẻ và thợ mộc, được cử vào Ban lãnh đạo công nhân đấu tranh đòi tăng lương, giảm giờ làm, cải thiện đời sống, chống đánh đập, phân biệt đối xử, tạo quyền bình đẳng.
Cuối tháng 4/1940, ông bị mật thám Pháp bắt và đưa về Sở mật thám, sau đó, đưa ông đi đày tại trại tù "căng" cùng với các đồng chí hoạt động cách mạng khác ở các vùng như: Hà Nội, Nam Định, Hải Phòng, Thái Bình, Hải Dương… Tháng 8/1944, theo chỉ thị của Trung ương và quyết định của tổ chức, ông được bố trí vượt ngục để ra ngoài hoạt động bí mật và được Trung ương Đảng cử làm Trưởng ban Công vận Xứ uỷ Bắc Kỳ.
Đầu tháng 5/1945, ông được phân công phụ trách hai tỉnh: Nam Định và Hà Nam.

## Tham gia quân đội
Sau đó, ông được Trung ương điều động làm Thường vụ quân khu uỷ, phụ trách việc xây dựng các lực lượng quân sự toàn quân khu Việt Bắc, trực tiếp làm Chính uỷ Mặt trận đường số 4, kiêm Chính uỷ Trung đoàn 28 Lạng Sơn, rồi được giao nhiệm vụ đi chuẩn bị cho quân ta mở chiến dịch đường số 18 (Hoàng Hoa Thám), và chiến dịch Quang Trung (Liên khu 3). Sau khi chiến dịch Quang Trung kết thúc thắng lợi, Trung ương Đảng lại quyết định cử ông tham gia Thường vụ khu ủy và trực tiếp làm Tư lệnh Liên khu 3.
Tháng 5/1954, Liên khu đã có những trận đánh thắng lợi, để phối hợp với chiến dịch Điện Biên Phủ, Bộ tư lệnh khu đã trực tiếp chỉ đạo và chỉ huy lực lượng chiến đấu từng bước để giải phóng hoàn toàn các tỉnh thuộc liên khu. Ông vinh dự lần thứ 2 vào giải phóng Thành phố Nam Định, sau đó lại trực tiếp truy kích địch lên tận đường số 6.
Sau chiến thắng Điện Biên Phủ, Hiệp định Giơnevơ được ký kết, hoà bình được lập lại ở miền Bắc, ông được Trung ương và Thủ đô Hà Nội giao cho nhiệm vụ tổ chức Đại đoàn bảo vệ Trung ương và Hà Nội và trực tiếp làm Đại đoàn trưởng kiêm Chính uỷ, tham gia Ủy ban Quân chính Hà Nội. Năm 1955 - 1957 ông là Ủy viên Thường vụ Ban Chấp hành Đảng bộ thành phố Hà Nội .
Năm 1958 ông được thăng quân hàm Đại tá.

## Tham gia công tác quản lý thủy lợi
Sau đó, trước yêu cầu, nhiệm vụ mới, Miền Bắc phải khẩn trương khắc phục hậu quả chiến tranh, xây dựng kế hoạch 5 năm lần thứ nhất và công cuộc cải tạo xây dựng chủ nghĩa xã hội, ông được Trung ương quyết định cử làm Trưởng ban chỉ huy công trường Hệ thống thủy lợi Bắc Hưng Hải (công trình trị thủy đầu tiên của miền Bắc) với nội dung và ý nghĩa kết quả lớn nhằm khai thác trị thủy sông Hồng tại địa phận 3 tỉnh: Bắc Ninh – Hải Dương- Hưng Yên.
Tại Đại hội đại biểu toàn quốc lần thứ III của Đảng (9/1960), ông được bầu làm Uỷ viên dự khuyết Ban chấp hành Trung ương Đảng, bổ nhiệm giữ chức Thứ trưởng Bộ Thủy lợi và Điện lực kiêm Phó Chủ nhiệm Ủy ban trị thủy và khai thác sông Hồng, sau đó được Quốc hội cử vào trọng trách mới Bộ trưởng Bộ Thủy lợi và Điện lực (1963) thay thế ông Dương Quốc Chính, Bộ trưởng Bộ Thủy lợi (1964 – 1973) , kiêm Chủ nhiệm Uỷ ban trị thủy và khai thác sông Hồng. Ông có biệt danh ông Tấn thủy lợi và có công hàng đầu trong kiến tạo nên bộ máy thủy lợi Việt Nam vào những năm 60, 70 của thế kỷ trước; xây dựng và quản lý hệ thống các công trình thủy lợi, thủy điện và phòng, chống thiên tai, nổi bật là việc quy hoạch trị thủy sông Hồng và hệ thống thủy lợi đồng bằng Bắc Bộ.
Tháng 6 năm 1973 ông được cử làm Bộ trưởng đặc trách việc khởi công công trình thủy điện sông Đà đến tháng 5 năm 1978 ,
Ngày 1/4/1980, ông được Trung ương có quyết định thôi giữ chức Bộ trưởng phủ Thủ tướng để làm Bí thư Ban cán sự Đảng Toà án nhân dân Tối cao Việt Nam và trực tiếp đảm nhận chức Chánh án cho đến khi nghỉ hưu.
Năm 1990 ông được Ban Bí thư Trung ương Đảng cử làm Ủy viên Ban Chấp hành Hội Cựu chiến binh Việt Nam, Tại Đại hội Hội Cựu chiến binh thành phố Hà Nội (năm 1993), ông đã được Đại hội suy tôn và bầu là Chủ tịch Hội Cựu chiến binh Thành phố.
Năm 1998 ông mất tại Hà Nội.

## Vinh danh
Tháng 12-2020, Ủy ban Nhân dân thành phố Hà Nội quyết định gắn biển "Phố Hà Kế Tấn" cho một con phố ở quận Thanh Xuân, trước là ngõ 153 đường Trường Chinh, song song với đường Nguyễn Lân bên bờ sông Lừ.